# Homalocantha pisori
Homalocantha pisori is een slakkensoort uit de familie van de Muricidae. De wetenschappelijke naam van de soort is voor het eerst geldig gepubliceerd in 1989 door D'Attilio & Kosuge.